# FC Würzburger Kickers
Maillots
Actualités
Le FC Würzburger Kickers, en français Kickers Wurtzbourg, est un club allemand de football localisé à Wurtzbourg en Basse-Franconie.

## Histoire
Le club fut fondé le 17 novembre 1907. Il resta anonyme jusqu’en 1930 année où il accéda à la Bezirksliga Bayern, à l’époque, la plus haute ligue de cette région.
En 1940, le club monta en Gauliga Bayern, une des seize ligues créées lors d’une réforme des compétitions selon les exigences des Nazis dès leur arrivée au pouvoir. Le FCW Kickers redescendit au bout d’une saison.
Au terme de la saison 1941-1942, les autorités nazies obligèrent le FC Würzburger Kickers à s’unir avec son rival local du Würzburger FV pour former une association sportive de guerre (en Allemand: Kriegspielgemeinschaft – KSG). L’équipe formée joua sous l’appellation KSG Würzburg et prit part aux deux dernières saisons d’existence de la Gauliga Bayern.
En 1945, le club fut dissous par les Alliés, comme tous les clubs et associations allemandes (voir Directive n°23). Il fut reconstitué la même année et reprit peu après sa dénomination de Kickers Wurtzbourg.
Dès la saison 1945-1946, les FCW Kickers prirent part à une ligue appelée Landesliga Bayern en compagnie de 8 autres clubs. Ils se classèrent huitièmes. La saison suivante, la ligue compta 11 formations. Avant-derniers, les Kickers furent relégués.
À partir de la saison 1950-1951, la région Sud compta deux ligues supérieures, l’Oberliga Süd qui avait valeur de Division 1 et directement en dessous la 2. Oberliga Süd. Ensuite, au niveau 3, se trouvaient des Amateurligen réparties géographiquement. Pour la Bavière, ce fut l’Amateurliga Bayern (aussi appelée Landesliga Bayern jusqu’en 1978).
Le Kickers Wurtzbourg remonta au niveau 3 en 1950. Cette ligue fut partagée en deux groupes à partir de la saison 1953-1954. Pendant 13 saisons, les Würzburger Kickers firent partie des piliers de ce niveau (Groupe Nord après 1954) et s’octroyèrent quelques places de choix au classement comme les titres de vice-champion obtenus en 1955 et 1960.
En 1963, la DFB créa la Bundesliga (Division unifiée à tout le pays). Au niveau 2 prirent place les Regionalligen (5 séries). Le niveau 3 resta attribué au plus hautes ligues des différentes régions (sauf le Nord et Berlin-Ouest qui établirent  une ligue unique). Toutefois, restructuration oblige l’Amateurliga Bayern fut ramenée de 2 à 1 ligue.
Le FC Würzburger Kickers resta à cet étage pendant 14 nouvelles saisons. En fin de championnat 1976-1977, le club remporta le titre et gagna le droit de monter en 2. Bundesliga. Le club n’y resta qu’une saison. 19e sur 20 il retomba au niveau 3 qui entre-temps avait changé de forme. À la fin de la compétition 1977-1978, le 3e étage du football allemand devint celui des Oberligen (8 séries géographiquement réparties).
Le Kickers Wurtzbourg retrouva ainsi l'Oberliga Bayern. Il y évolua jusqu’en 1983 puis redescendit au niveau 4, en Landesliga Bayern. Sept saisons plus tard, il remporta le titre et remonta en Oberliga. Un retour éphémère car le club ne put faire mieux qu’une 18e et dernière place et donc d’être relégué immédiatement.
En fin de saison 1996-1997, les  Kickers enlevèrent le titre de la Landesliga qui était devenue une série de niveau 5 depuis 1994 et l’instauration des Regionalligen au 3e étage.
Le club ne rejoua qu’une seule saison en Oberliga puis redescendit. En 2002, il glissa au 6e niveau, la Bezirksoberliga Unterfranken puis au 7e, la Bezirksliga Unterfranken.
Le club remonta les échelons et en 2008 à la suite d'une place de vice-champion en Landesliga il réintégra l’Oberliga Bayern qui devenait une ligue de niveau 5 avec l’instauration de la 3. Liga au rang de Division 3.
Une fois encore, le club ne parvint à se maintenir en Oberliga et retourna au niveau 6 de la hiérarchie de la DFB.
En 2016, le club réussit la montée en 2.Bundesliga, après 4 promotions en cinq ans, ce qu'aucun club amateur n'avait réussit jusque-là ; il est passé aussi rapidement du 6e niveau au 2e niveau du football allemand. Malheureusement le club ne réussit pas à se maintenir après une deuxième partie de saison 2016-2017 sans une seule victoire.
Le club retrouve la 2.Liga à l'issue de la saison 2019-2020 en terminant 2ème du championnat de 3.Liga.

## Palmarès
- Champion de l’Oberliga Bayern: 1977.
- Champion de la Landesliga Bayern-Nord: 1990, 1997
- Champion de la Bezirksliga Unterfranken: 2004.
- Champion de la Bezirksoberliga Unterfranken: 2005.

## DerbiesFVcontreKickersdepuis 1963
| Saisons | Ligues                      | Équipes                            | à domicile | en déplacement |
| ------- | --------------------------- | ---------------------------------- | ---------- | -------------- |
| 1964–65 | Amateurliga Bayern (III)    | Würzburger FV – Würzburger Kickers | 2–1        | 1–5            |
| 1965–66 | Amateurliga Bayern (III)    | Würzburger FV – Würzburger Kickers | 0–1        | 1–1            |
| 1970–71 | Amateurliga Bayern (III)    | Würzburger FV – Würzburger Kickers | 3–1        | 2–1            |
| 1971–72 | Amateurliga Bayern (III)    | Würzburger FV – Würzburger Kickers | 1–3        | 4–1            |
| 1972–73 | Amateurliga Bayern (III)    | Würzburger FV – Würzburger Kickers | 1–0        | 3–1            |
| 1973–74 | Amateurliga Bayern (III)    | Würzburger FV – Würzburger Kickers | 2–1        | 0–0            |
| 1974–75 | Amateurliga Bayern (III)    | Würzburger FV – Würzburger Kickers | 3–0        | 1–0            |
| 1975–76 | Amateurliga Bayern (III)    | Würzburger FV – Würzburger Kickers | 3–0        | 1–1            |
| 1977–78 | 2. Bundesliga Süd           | Würzburger FV – Würzburger Kickers | 4–0        | 2–2            |
| 1980–81 | Oberliga Bayern (III)       | Würzburger FV – Würzburger Kickers | 0–0        | 1–1            |
| 1991–92 | Landesliga Bayern-Nord (IV) | Würzburger FV – Würzburger Kickers | 1–2        | 1–3            |
| 1992–93 | Landesliga Bayern-Nord (IV) | Würzburger FV – Würzburger Kickers | 5–1        | 3–0            |
| 1993–94 | Landesliga Bayern-Nord (IV) | Würzburger FV – Würzburger Kickers | 3–3        | 0–5            |
| 1994–95 | Landesliga Bayern-Nord (V)  | Würzburger FV – Würzburger Kickers | 4–1        | 1–5            |
| 1996-96 | Landesliga Bayern-Nord (IV) | Würzburger FV – Würzburger Kickers | 3–0        | 1–1            |
| 1996–97 | Landesliga Bayern-Nord (IV) | Würzburger FV – Würzburger Kickers | 3–2        | 0–0            |
| 1998–99 | Landesliga Bayern-Nord (IV) | Würzburger FV – Würzburger Kickers | 4–0        | 0–1            |
| 2008–09 | Oberliga Bayern (V)         | Würzburger FV – Würzburger Kickers | 1–2        | 2–5            |

Source:« Résultats et classements des ligues bavaroises de football », www.manfredsfussballarchiv.de (consulté le 11 juin 2007)

## Joueurs et personnalités du club

### Staff
| Nationalité | Nom                | Fonction               |
| ----------- | ------------------ | ---------------------- |
|             | Marco Windersinn   | Entraineur             |
|             | Benjamin Sachs     | Entraineur Adj.        |
|             | Philipp Eckart     | Entraineur Adj.        |
|             | Robert Wulnikowski | Entraineur de gardiens |
|             | Philipp Kunz       | Entraîneur Athlétique  |

### Joueurs
- Lothar Wardanjan